# Абудефдуфы
Абудефдуфы (лат. Abudefduf) — род лучепёрых рыб из семейства помацентровых (Pomacentridae).

## Образ жизни
По особенностям экологических предпочтений и особенностей внешнего строения выделяют две экоморфологические группы. Виды первой группы питаются водорослями, зоопланктоном и мелкими бентосными беспозвоночными. Встречаются на глубинах до 4 м. Для них характерно образование небольших групп до 30 особей. Представители второй группы обитают среди коралловых рифов в толще воды на глубинах до 15 м, питаются зоопланктоном и образуют большие скопления больше 30 особей. Некоторые авторы выделяют третью группу видов близких к Abudefduf taurus, которые питаются донными водорослями. Во время нереста самцы привлекают самку специфическими звуками и брачным танцем.

## Распространение
Представители рода встречаются в Индийском, Тихом и Атлантическом океанах. Некоторые виды расширяют свой ареал. Одним из факторов способствующих расселению видов этого рода является морской мусор. Например, вид Abudefduf vaigiensis, исходный ареал которого находится в Индийском океана, появился около Гавайских островах и образует гибриды (около 20 % популяции) с местным эндемичным видом Abudefduf abdominalis. Гибриды способны к дальнейшему скрещиванию, что может стать причиной вымирания эндемичного вида.

## Классификация
Род появился около 24 миллионов лет назад, а диверсификация большинства видов произошла около 10 миллионов лет. Род включают в подсемейство Abudefdufinae, к ему относятся 19-20 видов.
- Abudefduf abdominalis (Quoy & Gaimard, 1825)
- Abudefduf bengalensis (Bloch, 1787) — Бенгальский абудефдуф
- Abudefduf caudobimaculatus Okada & Ikeda, 1939
- Abudefduf concolor (T. N. Gill, 1862)
- Abudefduf conformis J. E. Randall & Earle, 1999
- Abudefduf declivifrons (T. N. Gill, 1862)
- Abudefduf hoefleri (Steindachner, 1881)
- Abudefduf lorenzi Hensley & G. R. Allen, 1977
- Abudefduf luridus (Cuvier, 1830)
- Abudefduf margariteus (G. Cuvier, 1830)
- Abudefduf natalensis Hensley & J. E. Randall, 1983
- Abudefduf notatus (F. Day, 1870)
- Abudefduf saxatilis (Linnaeus, 1758) — Обыкновенный абудефдуф
- Abudefduf septemfasciatus G. Cuvier, 1830) — Семиполосый абудефдуф
- Abudefduf sexfasciatus (Lacépède, 1801)
- Abudefduf sordidus (Forsskål, 1775)
- Abudefduf sparoides (Quoy & Gaimard, 1825)
- Abudefduf taurus (Müller & Troschel, 1848)
- Abudefduf troschelii (T. N. Gill, 1862)
- Abudefduf vaigiensis (Quoy & Gaimard, 1825)
- Abudefduf whitleyi G. R. Allen & D. R. Robertson, 1974

## Цитогенетика
Все виды рода имеют 24 пары хромосом. Многие хромосомы относятся к акроцентрическому типу. В кариотипе отмечено значительное число перицентрических инверсий.